# هرمان بوم
هرمان بوم (به آلمانی: Hermann Boehm) (۱۸ ژانویه ۱۸۸۴ – ۱۱ آوریل ۱۹۷۲) نظامی بلندپایه و دریابد آلمانی بود که در جریان جنگ جهانی اول و جنگ جهانی دوم در نیروی دریایی خدمت کرد.

## زندگی
هرمان بوم روز ۱۸ ژانویه سال ۱۸۸۴ در ریبنیک در سیلزی علیا زاده شد. سال ۱۹۰۳ به عنوان افسر دانشجو به نیروی دریایی امپراتوری آلمان پیوست. سال ۱۹۰۶ با درجه ناوبان دوم به زمره افسران درآمد. چند قایق اژدرافکن را بین سال‌های ۱۹۱۱ تا ۱۹۱۸، از جمله در طول جنگ جهانی اول، فرماندهی کرد. پس از جنگ، در پی اعمال محدودیت‌های پیمان ورسای، سال ۱۹۱۹ با درجه ناوسروان از خدمت در نیروی دریایی مرخص شد.
ترفیع درجه
- ۲۸ سپتامبر ۱۹۰۶: ناوبان دوم
- -----: ناوبان یکم
- ۱۹ سپتامبر ۱۹۱۴: ناوسروان
- ۱ ژانویه ۱۹۲۲: ناخدا سوم
- ۳۰ سپتامبر ۱۹۲۸: ناخدا دوم
- ۱ ژوئیه ۱۹۳۰: ناخدا یکم
- ۱ اکتبر ۱۹۳۴: دریادار
- ۱ آرویل ۱۹۳۷: دریابان
- ۱ آوریل ۱۹۳۸: دریاسالار
- ۱ آوریل ۱۹۴۱: دریابد

به هر صورت، دوباره سال بعد به خدمت در رایشس‌مارینه، نیروی دریایی جدید، بازگشت. تا پیش از آغاز جنگ جهانی دوم، در جایگاه‌های متعدد از جمله فرماندهی ناوگان دوم قایق اژدرافکن (۱۹۲۶–۱۹۲۸)، ریاست ستاد فرماندهی ناوگان (۱۹۳۲–۱۹۳۳)، فرماندهی نبردناو هسن (۱۹۳۳–۱۹۳۴)، فرمانده نیروهای شناسایی (۱۹۳۴–۱۹۳۷) و فرماندهی نیروهای دریایی آلمان در جنگ داخلی اسپانیا (۱۹۳۶–۱۹۳۷)، قرار گرفت و عملکرد متمایزی داشت. بوم پس از بازگشت از اسپانیا، روز ۴ اکتبر سال ۱۹۳۷ به فرماندهی منطقه دریایی دریای شمال منصوب شد. در تمامی این مدت پله‌های ترفیع درجات را نسبتاً به سرعت طی کرد.
بوم روز ۱ نوامبر سال ۱۹۳۸ به عنوان فرمانده ناوگان برگزیده شد. با آغاز جنگ جهانی دوم، به هر صورت دوران تصدی او بر این جایگاه کلیدی کوتاه بود و بزرگ‌دریابد اریش ردر، فرمانده کل کریگس‌مارینه او را عزل کرد. دلیل این مسئله کاملاً روشن نیست و گمانه‌زنی‌هایی از جمله وجود اختلاف نظر عملیاتی با ردر، در مورد آن شده است. بوم روز ۲۱ اکتبر سال ۱۹۳۹ با دریابان ویلهلم مارشال جایگزین شد. به هر صورت قابلیت‌های بوم برای فرماندهی عالی کریگس‌مارینه هیچگاه پوشیده نبود و این بار پس از مدتی فرماندهی دریایی نروژ به او سپرده شد. بوم روز ۱ آوریل سال ۱۹۴۱ به درجه دریابد ترفیع گرفت.
بوم در مقام خود در نروژ بود که بزرگ‌دریابد کارل دونیتس به فرماندهی کل کریگس‌مارینه رسید و اختلاف بوم با فرماندهی عالی مجدداً، این بار عموماً در زمینه‌های سیاسی، سربرآورد. دونیتس اوایل سال ۱۹۴۳ بوم را بازنشسته کرد. بوم یک سال تمام را در بازنشستگی به سر برد تا این که دونیتس هم مانند ردر، دوباره او را روز ۱ مارس سال ۱۹۴۴ به خدمت فعال فراخواند و رئیس بازرسی آموزش نیروی دریایی کرد. بوم تا اواخر جنگ در این جایگاه بود. روز ۳۱ مارس سال ۱۹۴۵ باز هم بازنشسته شد و به کیل رفت.
دریابد هرمان بوم روز ۱۱ آوریل سال ۱۹۷۲ در سن ۸۸ سالگی در کیل درگذشت.